# Сяо Луань
Сяо Луань (кит. трад.: 蕭鸞; піньїнь: Xiao Luan; 452–498) — п'ятий імператор Південної Ці з Південних династій.

## Життєпис
Був племінником засновника династії, імператора Сяо Даочена. За правління Сяо Чжаоє займав пост головного міністра.
Сяо Чжаоє значно більше уваги приділяв іграм і задоволенням, аніж державним справам. Таким становищем скористався Сяо Луань, який влаштував змову, повалив і вбив Сяо Чжаоє, посадивши на престол його брата Сяо Чжаовеня. Невдовзі амбітний Сяо Луань зайняв трон сам.
Вважається вимогливим і скромним правителем. Разом з тим, джерела розглядають його як негативну особу, передусім через те, що він убив двох малолітніх імператорів Сяо Чжаоє та Сяо Чжаовеня.

## Девізи правління
- Цзяньу (建武) 494-498
- Юнтай (永泰) 498